# Flora Europaea
Flora Europaea är en flora över Europas kärlväxter i fem volymer utgiven mellan 1964 och 1993 av Cambridge University Press. Floran gavs även ut på CD 2001.

## Historia
Tanken på en flora som täckte hela Europa uppstod under den åttonde International Congress of Botany i Paris 1954. 1956 hölls ett möte vid Universitetet i Leicester under vilket en kommitté utsågs och 1957 gjordes en överenskommelse med Linnean Society om att denna skulle vara sponsor för projektet. 1959 tilldelades projektet ett anslag på 14 000 pund av det brittiska Department of Scientific and Industrial Research för den kommande treårsperioden (fortsatta anslag, med bidrag även från andra nationers forskningsråd, gavs sedan till dess att det femte bandet var klart 1980) och den 1-7 april detta år hölls det första symposiet i Wien. 1964 kom det första bandet från pressarna.

## Volymer
- T. G. Tutin, V. H. Heywood, N. A. Burges, D. M. Moore, D. H. Valentine, S. M. Walters, D. A. Webb (Red.): Flora Europaea. Band 1–5, Cambridge University Press, Cambridge 1964–1980.
  - Volume 1: Lycopodiaceae to Platanaceae. 1964, ISBN 0-521-06661-1.
  - Volume 1: Psilotaceae to Platanaceae. omarbetad upplaga. 1993, ISBN 0-521-41007-X.
  - Volume 2: Rosaceae to Umbelliferae. 1968, ISBN 0-521-06662-X.
  - Volume 3: Diapensiaceae to Myoporaceae. 1972, ISBN 0-521-08489-X.
  - Volume 4: Plantaginaceae to Compositae (and Rubiaceae). 1976, ISBN 0-521-08717-1.
  - Volume 5: Alismataceae to Orchidaceae (Monocotyledones). 1980, ISBN 0-521-20108-X.
- David Moresby Moore: Flora Europaea check-list and chromosome index. 1982, ISBN 0-521-23759-9 (Band 6).
- Geoffrey Halliday, M. Beadle: Consolidated index to Flora Europaea: Compiled from the separate indices of Vol. 1 to 5 of Flora Europaea. 1983, ISBN 0-521-22493-4 (Band 7).

- Flora Europaea on CD-ROM. Cambridge University Press, Cambridge, 2001, ISBN 0-521-77811-5.

- Flora Europaea, 5 Volume Paperback Set. 2010, ISBN 978-0-521-15406-2 (eftertryck som pocketutgåva).

## Antal arter
- Volym 1: 2758 arter (396 släkten, 79 familjer)
- Volym 2: 2602 arter (332 släkten, 50 familjer)
- Volym 3: 1899 arter (248 släkten, 32 familjer)
- Volym 4: 2302 arter (229 släkten, 8 familjer)
- Volym 5: 1996 arter (336 släkten, 34 familjer)
- Totalt: 11557 arter (1541 släkten, 203 familjer)[1]